# Pinacoteca San Domenico
San Domenico è una chiesa cattolica di rito romano non officiata nel comune di Fano, provincia di Pesaro e Urbino nelle Marche. La chiesa è oggi adibita ad esposizione della collezione di dipinti della Fondazione Cassa di Risparmio di Fano. La chiesa è stata scelta per esporre opere sacre e pale d'altare dei secoli XVI e XVII in un ambiente che ricorda la loro collocazione originaria.

## Storia
Nel 1216 sarebbe arrivato a Fano un sacerdote dell'ordine domenicano. Poco dopo avvenne la costruzione di un oratorio. Verso la fine del XIV secolo fu eretta una chiesa più grande in stile gotico. Nel 1485 fu eretto un campanile e la Cappella della Madonna del Rosario. Tra il 1701 e il 1703 gli interni di quella chiesa furono ristrutturati dall'architetto Francesco Gasparoli con altari tardo-barocchi.
Durante la seconda guerra mondiale, la chiesa soffrì danni e distruzioni quando l'esercito tedesco in ritirata rase al suolo il campanile. Il restauro è iniziato nel 2006, e il processo ha portato alla luce affreschi medievali, tra cui alcuni affreschi che narrano la Vita di San Giovanni Battista, attribuiti da alcuni a Ottaviano Nelli o seguaci. La chiesa nel 1298 fu anche luogo di sepoltura di Jacopo del Cassero, descritto nel Canto V del Purgatorio di Dante.
Tra le tele esposte della collezione della Fondazione Carifano vi è il celebre Sposalizio della Vergine del Guercino, ma anche tele di Simone Cantarini, Sebastiano Ceccarini, Simone de Magistris, Giovanni Francesco Guerrieri, Federico Barocci, Palma il Giovane, Federico Zuccari, Felice Torelli, Luigi de Virgilio, Giovanni Andrea Lazzarini, Ventura Mazza e altri.